# Carrefour (Haiti)
Carrefour (haitisk kreol: Kafou) er en fattig forstad til Haitis hovedstad Port-au-Prince med 3-400.000 indbyggere og danner med Port-au-Prince, Pétionville og Delmas det såkaldte Aire Metropolitaine.
Carrefour har ikke altid været en fattig forstad; inden landet fik store politiske problemer var byen et populært turistmål.
Ved jordskælvet 2010 anslås det at 40-50% af bygningerne i de værst ramte områder blev ødelagt.